# Польша на «Евровидении-2009»
В ноябре 2008 года Польша официально подтвердила, что планирует принять участие в песенном конкурсе «Евровидение 2009» в Москве и не собирается бойкотировать его вследствие войны в Грузии (2008).

## Песня для Европы 2009
Польша провела национальный отбор по смешанной схеме, согласно которой победитель определяется с помощью совместного голосования телезрителей (50%) и профессионального жюри (50%). Как и в предыдущие годы, мероприятие прошло в рамках проекта «Piosenka dla Europy» (рус. «Песня для Европы») Польского телевидения (ТВП). Первоначально ТВП планировало планировало провести национальный отбор 20 либо 21 февраля, но затем дата мероприятия была перенесена на 14 февраля из чисто «коммерческих соображений». В скором времени ТВП объявило открытый приём заявок на участие в национальном отборе. Польское телевидение планировало выбрать для участия в финале конкурса «Песня для Европы» примерно 7 композиций из числа поданных заявок, а также дополнительно пригласить 5 исполнителей со стороны.
Согласно установленным ТВП правилам, заявки на участие в польском национальном отборе могли отправлять граждане любых стран, но в то же самое время в данной области накладывались определённые ограничения профессионального толка: к участию в конкурсе допускались лишь те исполнители, которые либо имели на своём счету по крайней мере один выпущенный сингл или музыкальный альбом, либо обладали действующим договором с лейблом звукозаписи или профессиональным концертным агентством, либо принимали участие в нелюбительских песенных конкурсах или музыкальных фестивалях национального уровня.
В конечном итоге Польским телевидением было получено 122 заявки на участие в национальном отборе (из них 87 — из самой Польши). 23 января был объявлен список из 12 финалистов (в этот список попали 1 норвежский, 1 шведский и 10 польских исполнителей). Практически сразу же после оглашения результатов ТВП дисквалифицировало песню польской певицы Катажины Скшинецкой (пол. Katarzyna Skrzynecka) «Amazing», так как выяснилось, что эта композиция уже ранее исполнялась в октябре 2007 года в телевизионной программе «Taniec z Gwiazdami» (рус. «Танец со звёздами»). Спустя некоторое время по аналогичной причине также была дисквалифицирована песня польской группы «Mikromusic» под названием «Kardamon i Pieprz».
В итоге победителем национального отбора стала польская певица Лидия Копания (пол. Lidia Kopania), представившая на суд телезрителей и профессионального жюри поп-балладу «I Don't Wanna Leave».

## Выступления в поддержку выбранной песни
После победы в конкурсе «Песня для Европы 2009» Лидия Копания посетила с выступлениями несколько стран для промоушна своей песни «I Don't Wanna Leave». 28 февраля певица исполнила эту композицию в финале латышского отборочного тура конкурса «Евровидение 2009» в Вентспилсе, а 8 марта — в финале украинского отборочного тура в Киеве. Кроме того, Лидия Копания также спела «I Don't Wanna Leave» на специальных мероприятиях «Евровидения» в Лондоне (17 апреля) и Амстердаме (18 апреля).

## Евровидение 2009

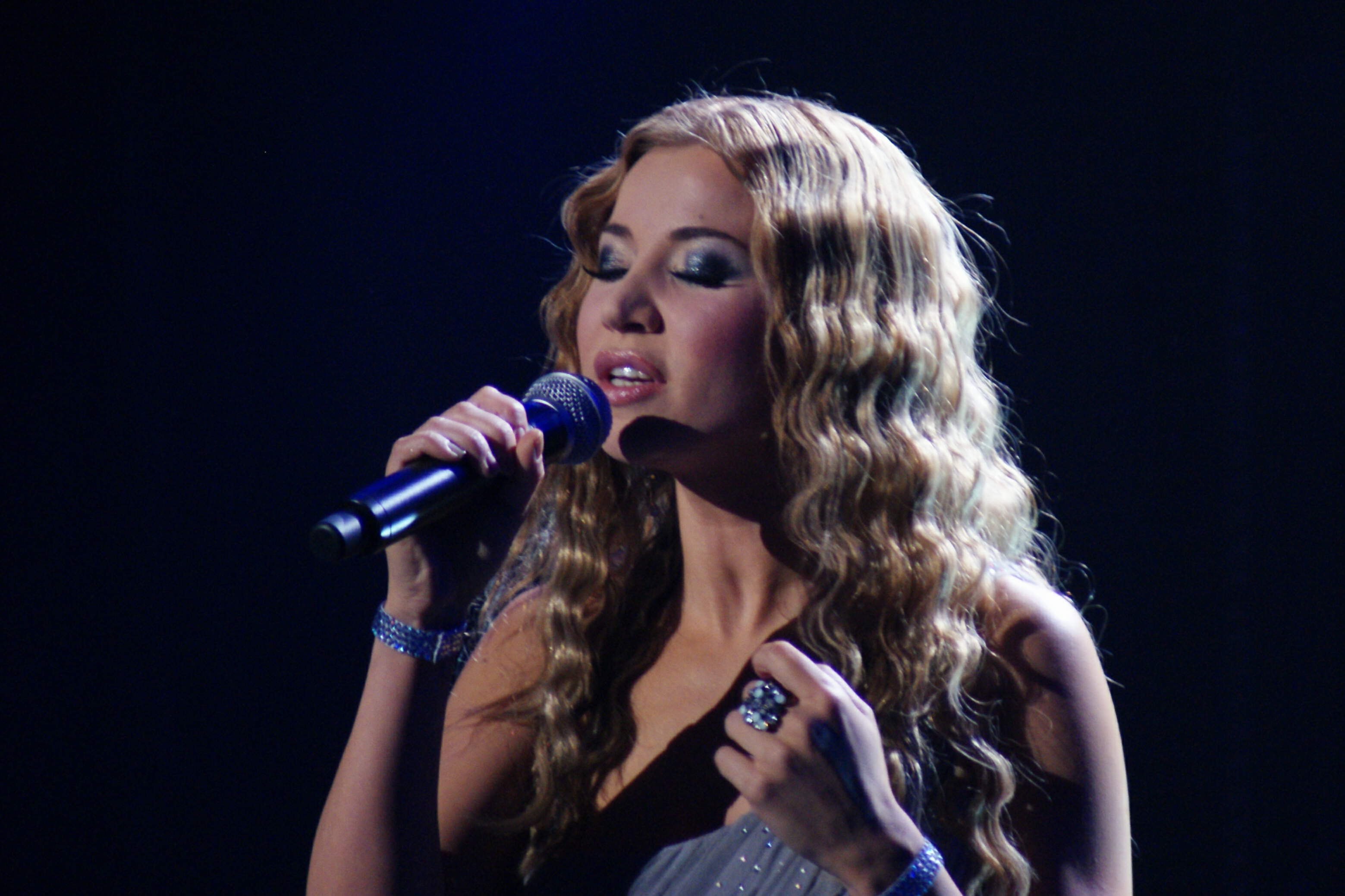
Лидия Копания на песенном конкурсе «Песня для Европы 2009»

Поскольку представлявшая Польшу на «Евровидении 2008» певица Айсис Джи (англ. Isis Gee) заняла в финале конкурса последнее место (исполненная песня — поп-баллада «For Life»), Лидии Копании пришлось начать своё выступление на «Евровидении 2009» со второго полуфинала, который состоялся 14 мая. Польская певица вышла на сцену пятым номером — после Марко Кона и Милана Николича (Сербия) и перед Александром Рыбаком (Норвегия). Лидия Копания предстала перед публикой в платье голубого цвета, на сцене ей помогали три бэк-вокалиста и два артиста балета. В итоге «I Don't Wanna Leave» набрала 43 балла и заняла 12 место — таким образом, Лидии Копании не удалось пройти в финал «Евровидения 2009».

### Голоса за Польшу во втором полуфинале
| Баллы | Страны                                                                    |
| ----- | ------------------------------------------------------------------------- |
| 12    | -                                                                         |
| 10    | Ирландия                                                                  |
| 8     | -                                                                         |
| 7     | -                                                                         |
| 6     | Албания, Украина                                                          |
| 5     | -                                                                         |
| 4     | Франция                                                                   |
| 3     | Норвегия, Словакия, Дания, Литва                                          |
| 2     | Нидерланды                                                                |
| 1     | Азербайджан, Греция, Молдавия                                             |
| 0     | Хорватия, Латвия, Сербия Кипр, Словения, Венгрия Эстония, Россия, Испания |
| 43    |                                                                           |

### Голоса Польши во втором полуфинале
| Страна      | Баллы |
| ----------- | ----- |
| Азербайджан | 12    |
| Норвегия    | 10    |
| Эстония     | 8     |
| Украина     | 7     |
| Албания     | 6     |
| Молдавия    | 5     |
| Литва       | 4     |
| Ирландия    | 3     |
| Греция      | 2     |
| Дания       | 1     |